# Vjatjeslav Krisjtofovitj
Vjatjeslav Krisjtofovitj (russisk: Вячеслав Сигизмундович Криштофович) (født 26. oktober 1947 i Kyiv i Sovjetunionen) er en sovjetisk filminstruktør og manuskriptforfatter.

## Filmografi
- Adams ribben (Ребро Адама, 1990)[1][2]